# Дворец инквизиции
Дворец инквизиции (исп. Palacio de la Escuela de Medicina) — памятник мексиканского барокко, расположенный в историческом центре Мехико на пересечении улиц «Республика Бразилия» и «Республика Венесуэла».
Построено в 1730-е годы архитектором Педро де Арьета. В центре здания расположено патио. Первоначально, в колониальное время, здесь заседал трибунал инквизиции. В 1820-м году инквизиция была запрещена. Уже в XX веке в здании разместился Медицинский мексиканской музей.